# 鄭家富

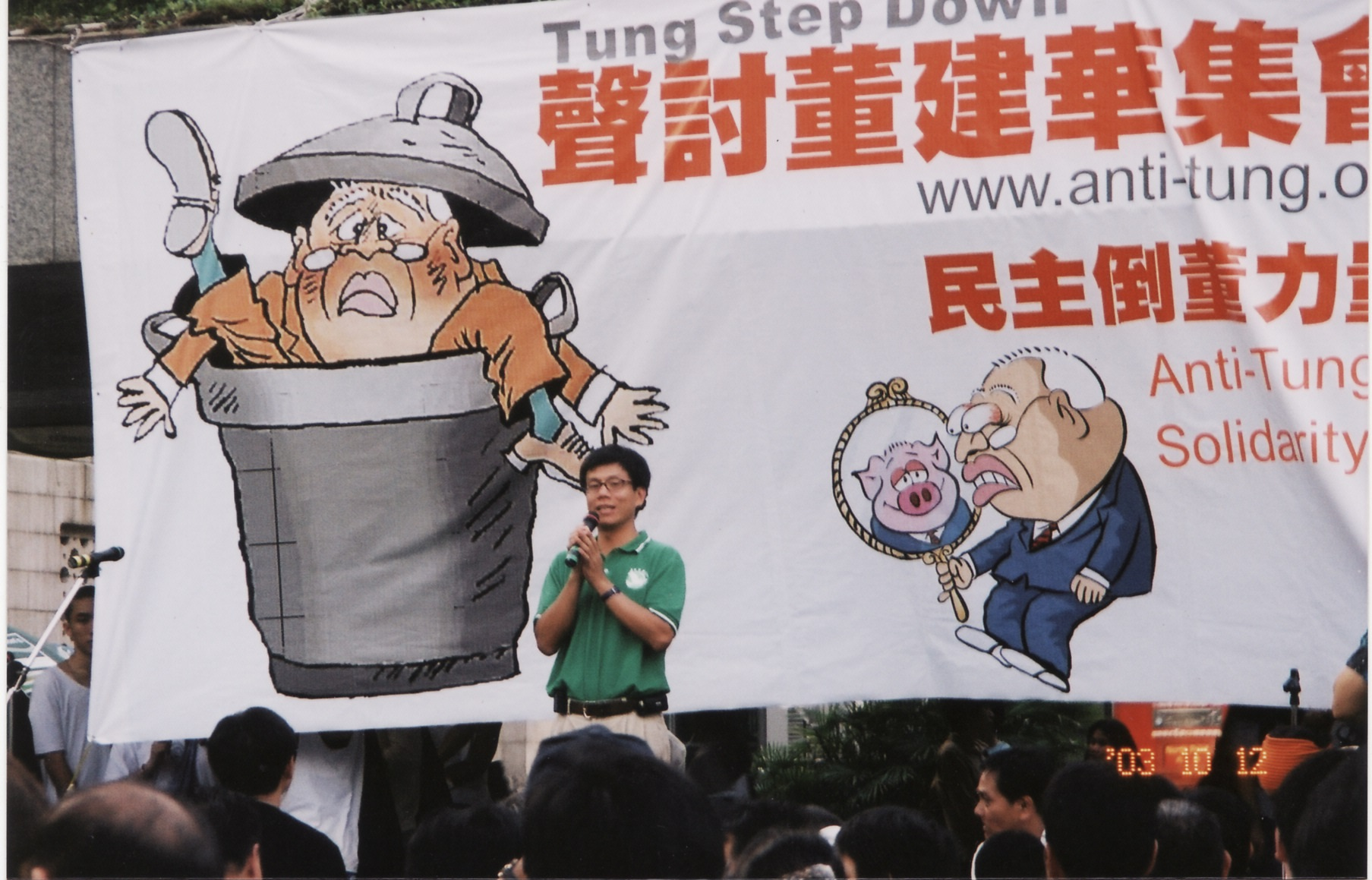
2003年10月12日，遮打花園，民主倒董力量發起「聲討董建華大會」。民主黨婉拒參與，只有鄭家富以個人身份出席。

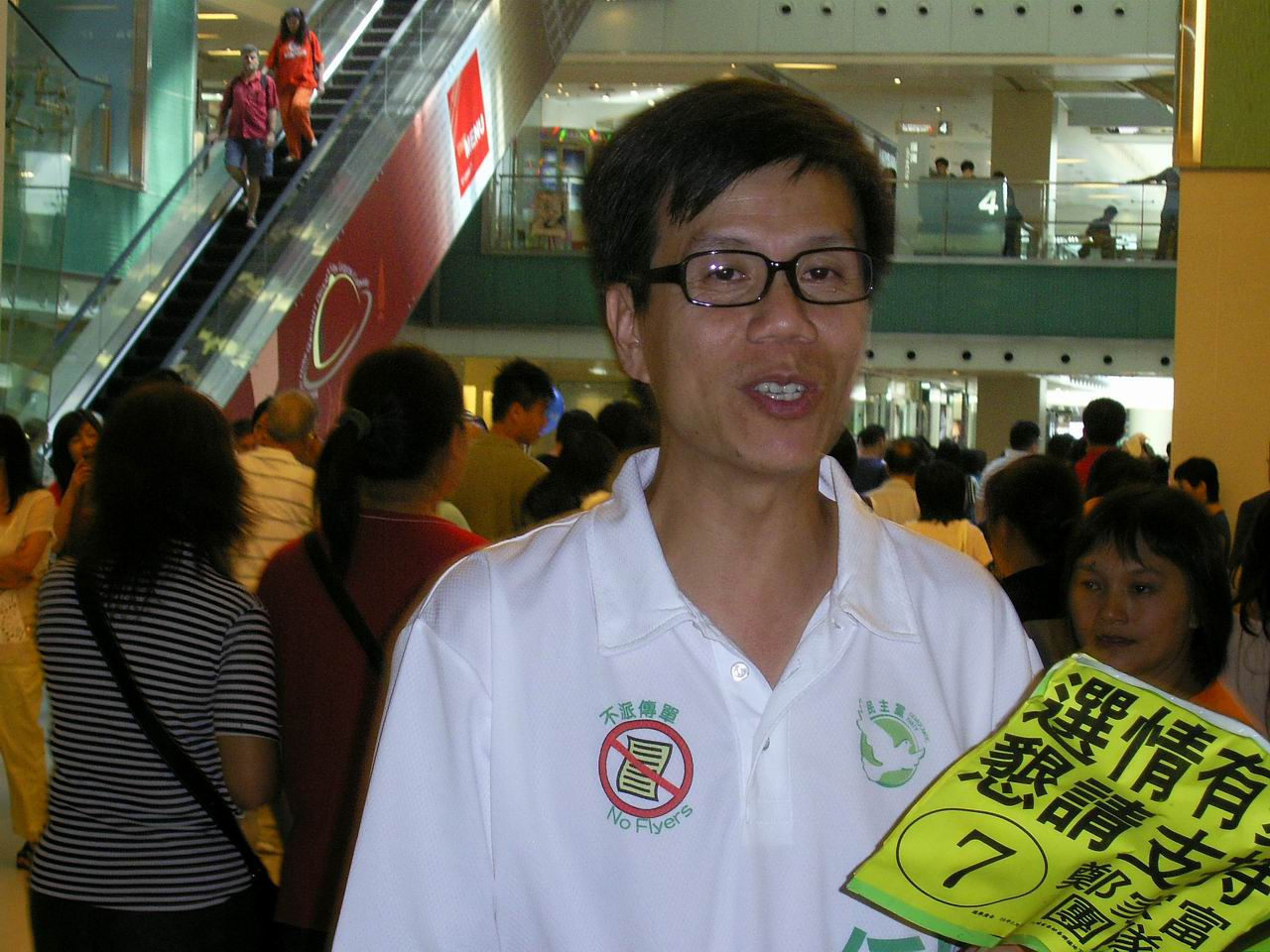
2008年的鄭家富

鄭家富（英語：Andrew Cheng Kar-foo，1960年4月28日—），外號「橡筋褲」，祖籍廣東潮州，香港成長，執業律師，前香港立法會議員，前香港數碼電台節目主持。曾任1999年 - 2011年大埔中選區民選區議員。在香港數碼廣播停播風波後轉投網路電台D100，並曾主持節目十級自由Phone及風波裡的茶杯，目前他在英國修讀神學博士學位。

## 簡歷
鄭家富早年就讀北角美德小學暨幼稚園（幼稚園部、1966年）、慈幼學校（1968年起報讀英文部小三年級，1972年小六畢業），畢業於慈幼英文學校（1977年中五、1978年中六），其後分別就讀浸會書院、澳洲新南威爾士大學、悉尼大學及香港大學，取得碩士學位。
鄭家富最初加入論政團體匯點，隨後合併成為民主黨成員。1995年，當屆立法局選舉新設立九個新功能界別（即新九組），鄭家富順利從金融保險地產及商業服務界得以當選為立法局議員，直至1997年「落車」。1998年後，一直自新界東選區直選加入立法會，直至2012年。
區議會方面，鄭家富初時為南區區議員，1999年起空降到大埔區議會之大埔中競選，一直連任至2011年。2011年香港區議會選舉中，鄭家富並沒有報名，放棄連任。

### 反對政改方案而退出民主黨
2010年6月，立法會審議2012政改方案期間，鄭家富因就香港政治形勢評估及爭取民主政制的策略，與民主黨主流派意見呈嚴重分歧，故拒絕隨民主黨立場對政改方案投贊成票，並且在2010年6月23日於立法會會議上就議案辯論發言時，即場宣佈退出民主黨，其後並向外表示，將以獨立民主派成員身分繼續爭取民主，不會加入其他泛民政黨。
在政改議案被通過後翌日的2010年6月26日，接受商台節目《政經星期六》訪問，指民主派因政改一役四分五裂，呼籲民主黨在真普選問題上未有突破前，對於獲邀上京、授勳及發還回鄉證等問題小心處理，並謂政治上無永遠的朋友和敵人，希望自己可以做民主派的「中間人」，拉攏民主黨和其他民主派人士繼續合作。

### 參與2012拉布攻防戰

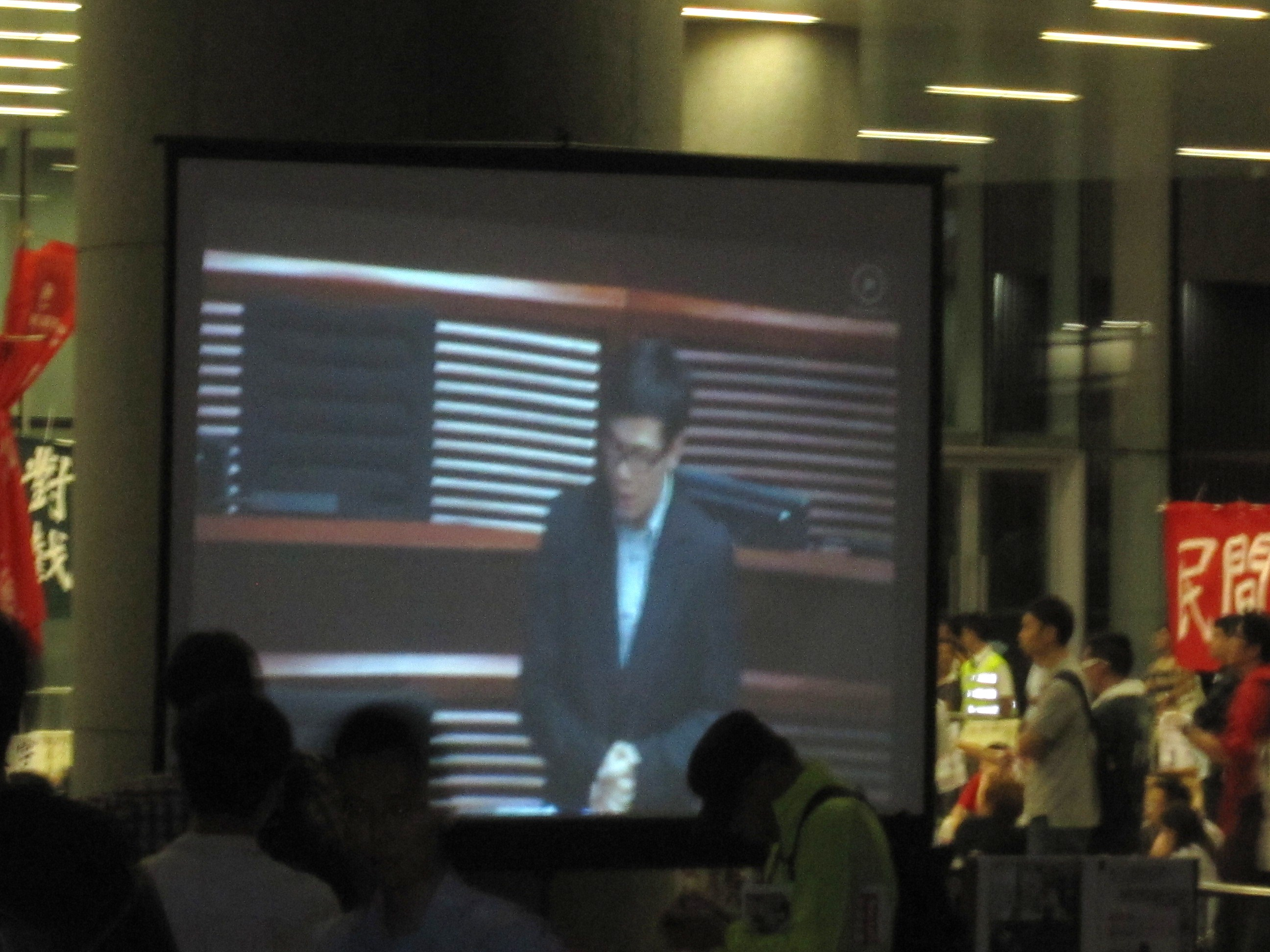
支持拉布的市民群集於看立法會外觀看直播。圖中是鄭家富議員在拉布發言，論說「露德聖水」的神蹟，全場拍手歡呼，十分快樂。

2012年5月，黃毓民、陳偉業、梁國雄發動「2012年香港立法會拉布攻防戰」，試圖阻止通過替補草案。泛民主派認為拉布窒礙議會，不肯參與拉布。三子得不到泛民主派援助，孤軍對抗。鄭家富則清晰解說為何拉布是逼不得已的合理手段。其後，建制派議員實行通宵開會，企圖以長時間拖垮拉布議員的體力。鄭家富則高調宣佈加入拉布，伸出援手，直言不為選舉，「絕非抽水」。
2012年5月16日拉布戰第三回合，鄭家富首次發言期間，與梁國雄一起投訴劉江華在會議看不相關的書籍是違反議事規則，爭議期間差點被曾鈺成逐出議會。其後，鄭家富發言拉布，講述神蹟，自言是虔誠天主教徒，相信露德聖水（Lourdes water）神蹟，說若果議員因癌症辭職後得神蹟後康復，卻因這替補機制禁止重選，是不合理云云。陳偉業亦回應以露德聖母(Our Lady of Lourdes)，繼續拉布。及5月17日曾鈺成宣佈「剪布」、腰斬拉布，鄭家富慷慨陳詞，怒而痛斥「顛倒黑白、是非不分十多年讓我感到議會的醜陋」。

### 2012年不競選立法會
離開民主黨後，鄭家富和政改後退出民主黨的前成員為主的新民主同盟緊密合作，不少海報均例如和擔任其立法會議員助理的沙田區議員丘文俊一同進行地區工作。但由於就五區公投之立場，鄭家富和新民主同盟之成員看法不盡相同，所以鄭家富未有加入新民主同盟。
「拉布」完結後，鄭家富其後宣佈不會參與2012年香港立法會選舉，正式結束其議員生涯。2012年7月17日，鄭家富最後一次在議會發言，搏斥工聯會王國興的「拉布」浪費議會時間之說，大罵：「功能組別已經浪費了香港人很多的時間！」
2012年香港立法會選舉中，鄭家富「交波」支持新民主同盟范國威，還支持除了民主黨以外的民主派候選人，海報上印有他的支持海報，包括社民連的梁國雄、人民力量的陳志全、公民黨的湯家驊及工黨的張超雄，最終成功配票，五人均勝出當選。范國威奪取了新界東最後一席，接替其在新界東原有議席。

### 2016年復出參選立法會
2015年中，一度傳出鄭家富打算復出參選立法會。
2016年3月，鄭家富曾一度宣佈放棄再次參選，支持年輕新世代參政，甚至公開呼籲梁國雄也不要參選，他又說擔心自己出選會影響范國威、陳志全選情，故決定放棄出選，支持范國威、陳志全連任。
但到了2016年7月12日，鄭家富改變主意宣佈將會復出參選2016年香港立法會選舉。9月4日，選舉當日新民主同盟的3名地區樁腳區議員替他助選，包括陳兆陽、趙柱幫及丘文俊，丘文俊是他的前議員助理，鄭家富最終以全區第15高票的17,892票與范國威一同落選。

## 投身電台時事評論
2012年中，鄭家富加盟香港數碼電台成為電台節目主持，同年年底轉投網台D100繼續主持節目十級自由Phone及風波裡的茶杯。

## 個人生活
鄭家富是天主教徒，已婚，育有兩女；其妻子陳桂英為前民主黨成員兼前立法會議員黃成智的表妹。
鄭家富曾經超速危險駕駛，後來認罪及罰錢了事。
鄭家富亦經營一間婚禮證婚公司，同時為一間律師事務所之合夥人。2012年10月，鄭家富成立「法正網絡」，提供義務法律諮詢服務。
鄭家富在2011年7月出書《政海一聲笑》，書版稅全數撥捐香港防癌會。

## 公職
- 立法局(金融保險地產及商業服務界)議員（1995年－1997年）
- 立法會(新界東)議員（1998年－2012年）
- 立法會衛生事務委員會主席（2004年－2005年）
- 立法會交通事務委員會主席（2004年－2005年）（2010年－2012年）
- 立法會交通事務委員會副主席（2003年－2004年）（2008年－2010年）
- 立法會民政事務委員會主席（2000年－2001年）
- 立法會財務委員會轄下的工務小組委員會成員
- 立法會財務委員會轄下的政府帳目委員會成員
- 立法會內務委員會成員（2008年－2012年）
- 經濟就業委員會成員（2004年－？）
- 就業專責小組成員（2002年-2004年)
- 大埔區區議會議員（1999年-2011年）
- 南區區議會議員（1994年－1999年）

## 外部連結
- 鄭家富談基督徒參政：應敢於批判不公義問題  （页面存档备份，存于）

| 議會席位      | 議會席位                                                    | 議會席位      |
| ------------- | ----------------------------------------------------------- | ------------- |
| 前任： 楊翠珍 | 南區區議會 鴨脷洲邨選區區議員 1994年10月1日－1999年12月31日 | 繼任： 林玉珍 |
| 前任： 潘鳳來 | 大埔區議會 大埔中選區區議員 2000年1月1日－2011年1月1日      | 繼任： 區鎮樺 |